# Oren Moverman
Oren Moverman (Giaffa, 4 luglio 1966) è uno sceneggiatore, regista e produttore cinematografico israeliano, con un passato da giornalista.

## Biografia
Nato in Israele, nel 1988 si stabilisce a New York dove inizia la sua attività nel mondo del cinema. Nel 1999 è sceneggiatore e produttore associato del film Jesus' Son. Nel 2007 co-sceneggia il film di Todd Haynes Io non sono qui, bio-pic su Bob Dylan interpretato da un nutrito cast, nello stesso anno scrive Arsenico e vecchi confetti di Ira Sachs.
Nel 2009 debutta con successo alla regia, realizzando il film drammatico Oltre le regole - The Messenger, scritto a quattro mani con Alessandro Camon. Il film viene presentato in concorso alla 59ª edizione del Festival di Berlino, dove vince l'Orso d'Argento per la miglior sceneggiatura e il Peace Film Award. Sempre per Oltre le regole - The Messenger, Moverman vince il National Board of Review Awards 2009 come miglior regista esordiente.
Assieme a Camon, ottiene una nomination agli Oscar 2010 per la miglior sceneggiatura originale di Oltre le regole - The Messenger.

## Filmografia

### Sceneggiatore
- Jesus' Son, regia di Alison Maclean (1999)
- Face, regia di Bertha Bay-Sa Pan (2002)
- Io non sono qui (I'm Not There), regia di Todd Haynes (2007)
- Arsenico e vecchi confetti (Married Life), regia di Ira Sachs (2007)
- Oltre le regole - The Messenger, regia di Oren Moverman (2009)
- Rampart, regia di Oren Moverman (2011)
- Le origini del male (The Quiet Ones), regia di John Pogue (2014)
- Gli invisibili (Time Out of Mind), regia di Oren Moverman (2014)
- Love & Mercy, regia di Bill Pohlad (2014)
- Junction 48, regia di Udi Aloni (2016)
- The Dinner, regia di Oren Moverman (2017)
- Puzzle, regia di Marc Turtletaub (2018)
- Il capitale umano - Human Capital (Human Capital), regia di Marc Meyers (2019)

### Regista
- Oltre le regole - The Messenger (2009)
- Rampart (2011)
- Gli invisibili (Time Out of Mind) (2014)
- The Dinner (2017)

### Produttore
- Jesus' Son, regia di Alison Maclean (1999)
- She's Lost Control , regia di Anja Marquardt (2014)
- Love & Mercy, regia di Bill Pohlad (2014)
- L'incredibile vita di Norman (Norman: The Moderate Rise and Tragic Fall of a New York Fixer), regia di Joseph Cedar (2016)
- Junction 48, regia di Udi Aloni (2016)
- The Ticket, regia di Ido Fluk (2016)
- Verónica, regia di Carlos Algara e Alejandro Martinez-Beltran (2017)
- Wildlife, regia di Paul Dano (2018)
- Monsters and Men, regia di Reinaldo Marcus Green (2018)
- The Tale, regia di Jennifer Fox (2018)
- Skin, regia di Guy Nattiv (2018)
- Il capitale umano - Human Capital (Human Capital), regia di Marc Meyers (2019)
- Due donne - Passing (Passing), regia di Rebecca Hall (2021)